# Vrsta (dolžinska mera)
Vŕsta (vérsta, rusko верста́) je stara ruska dolžinska mera. Po definiciji je ena vrsta 500 ruskih sežnjev, 3500 ruskih čevljev, kar znese skupaj 1066,781 metrov.
Vrsta je bila v 17. stoletju dolga 700 sežnjev oziroma 1,49 km in se je »skrajšala« za časa Petra Velikega.